# Benoît Begué
Benoît Begué (Montbéliard, 19 aprile 1982) è un ex pallavolista francese.

## Carriera
La carriera di Benoît Begué inizia nella società del Grenoble Volley Université Club, con cui disputa  nelle stagioni 2005-06 e 2006-07 due campionati di seconda divisione francese. Nella stagione 2007-08 fa il suo esordio nel massimo campionato francese con la maglia dell'Asnières Volley 92, prima di tornare per un anno in seconda divisione, con il Cambrai Volley Élan du Cambrésis. Si trasferisce poi per due anni nell'Avignon Volley-Ball: la stagione 2009-10 si conclude con la retrocessione in Ligue 2, mentre la seconda termina con la sconfitta nella finale dei play-off promozione.
Dalla stagione 2011-12 è tesserato per la squadra corsa del Gazélec Football Club Olympique Ajaccio, con cui ha raggiunto la semifinale della Coppa di Francia. Al termine del campionato 2012-13 si ritira dall'attività agonistica.